# Under Wraps
| Críticas profissionais | Críticas profissionais |
| Avaliações da crítica  | Avaliações da crítica  |
| Fonte                  | Avaliação              |
| ---------------------- | ---------------------- |
| Allmusic               | 1 de 5 estrelas.       |

Under Wraps é o décimo quinto álbum de estúdio da banda britânica Jethro Tull.
O lançamento original trazia 11 faixas, com "Astronomy", "Tundra", "Automotive Engineering" e "General Crossing" aparecendo como lados-B e faixas bônus. Atualmente o lançamento padrão traz todas as 15 faixas, e o CD remasterizado de 2005 um vídeo em QuickTime de "Lap Of Luxury". Embora controverso entre os fãs do Tull, Martin Barre declarou que este é seu álbum favorito da banda.
Under Wraps foi gravado durante a primavera de 1984 no estúdio caseiro de Ian Anderson.

## Faixas
1. "Lap Of Luxury" - 3:35
2. "Under Wraps #1" - 3:59
3. "European Legacy" - 3:23
4. "Later, That Same Evening" - 3:51
5. "Saboteur" - 3:31
6. "Radio Free Moscow" - 3:40
7. "Astronomy" - 3:38
8. "Tundra" - 3:41
9. "Nobody's Car" - 4:08
10. "Heat" - 5:37
11. "Under Wraps #2" - 2:14
12. "Paparazzi" - 3:47
13. "Apogee" - 5:28
14. "Automotive Engineering" - 4:05
15. "General Crossing" - 4:02

## Músicos
- Ian Anderson
- Martin Barre
- Dave Pegg
- Peter-John Vettese